# Elezioni parlamentari in Nagorno Karabakh del 2010
Le elezioni parlamentari in Nagorno Karabakh del 2010 si sono tenute il 23 maggio per il rinnovo dell'Assemblea nazionale (Azgayin Zhoghov).
Gli elettori hanno scelto i trentatré membri del parlamento, diciassette dei quali eletti con il sistema proporzionale dei voti di lista, ed i restanti sedici con il sistema maggioritario a collegio.

## Modifiche del sistema elettorale
Rispetto alle precedenti elezioni parlamentari del 2005 il meccanismo elettorale ha subito alcune modifiche.
Innanzitutto è diminuito il numero dei seggi a disposizione del sistema proporzionale (saliti da 11 a 17) con contestuale diminuzione di quelli previsti per i collegi uninominali. In secondo luogo la percentuale di sbarramento per l'accesso in parlamento è scesa dal 10 al 6% (per i partiti) e dal 15 all'8% per i blocchi di liste. Tali variazioni sono state adottate per garantire maggiore pluralità e rappresentatività.

## Votanti
Gli elettori che hanno partecipato al voto sono stati 66771 su un totale di iscritti di 94900, pari a circa il 66%. I voti validi sono stati 63324 e quelli nulli 3446 (5,2%).

## Risultati[2]
|   | Partito                           | Voti ottenuti prop. | % voti prop. | Seggi prop. | Seggi collegi | % collegi | Totale seggi | +/- elez. 2005 |
| - | --------------------------------- | ------------------- | ------------ | ----------- | ------------- | --------- | ------------ | -------------- |
| 1 | Libera Patria                     | 29252               | 44,2%        | 8           | 6             | 37,5%     | 14           | +4             |
| 2 | Partito Democratico dell'Artsakh  | 18017               | 27,0%        | 5           | 2             | 12,5%     | 7            | -5             |
| 3 | Federazione Rivoluzionaria Armena | 12725               | 19,1%        | 4           | 2             | 12,5%     | 6            | +3             |
| 4 | Partito Comunista dell'Artsakh    | 3057                | 4,6%         | -           | -             | -         | -            | -              |
| 5 | Indipendenti                      | -                   | -            | -           | 6             | 37,5%     | 6            | -2             |